# Trucovný rybník
Trucovný rybník je rybník o rozloze vodní plochy asi 1,3 ha, zhruba obdélníkovitého tvaru o rozměrech asi 140 × 80 m, nalézající se na potoce Řetovka asi 400 m severně od vesnice Přívrat v okrese Ústí nad Orlicí. Hráz rybníka je přístupná po polní cestě vedoucí z Přívratu do Malého Přívratu. Je součástí rybniční soustavy sestávající ze čtyř rybníků - zbývajícími rybníky jsou Komárek, Prostřední rybník a Dolní přívratský rybník. Trucovný rybník je zakreslen na mapovém listě č. 150 z prvního vojenského mapování z let 1764–1768.
Rybník je využíván pro chov ryb.

## Galerie

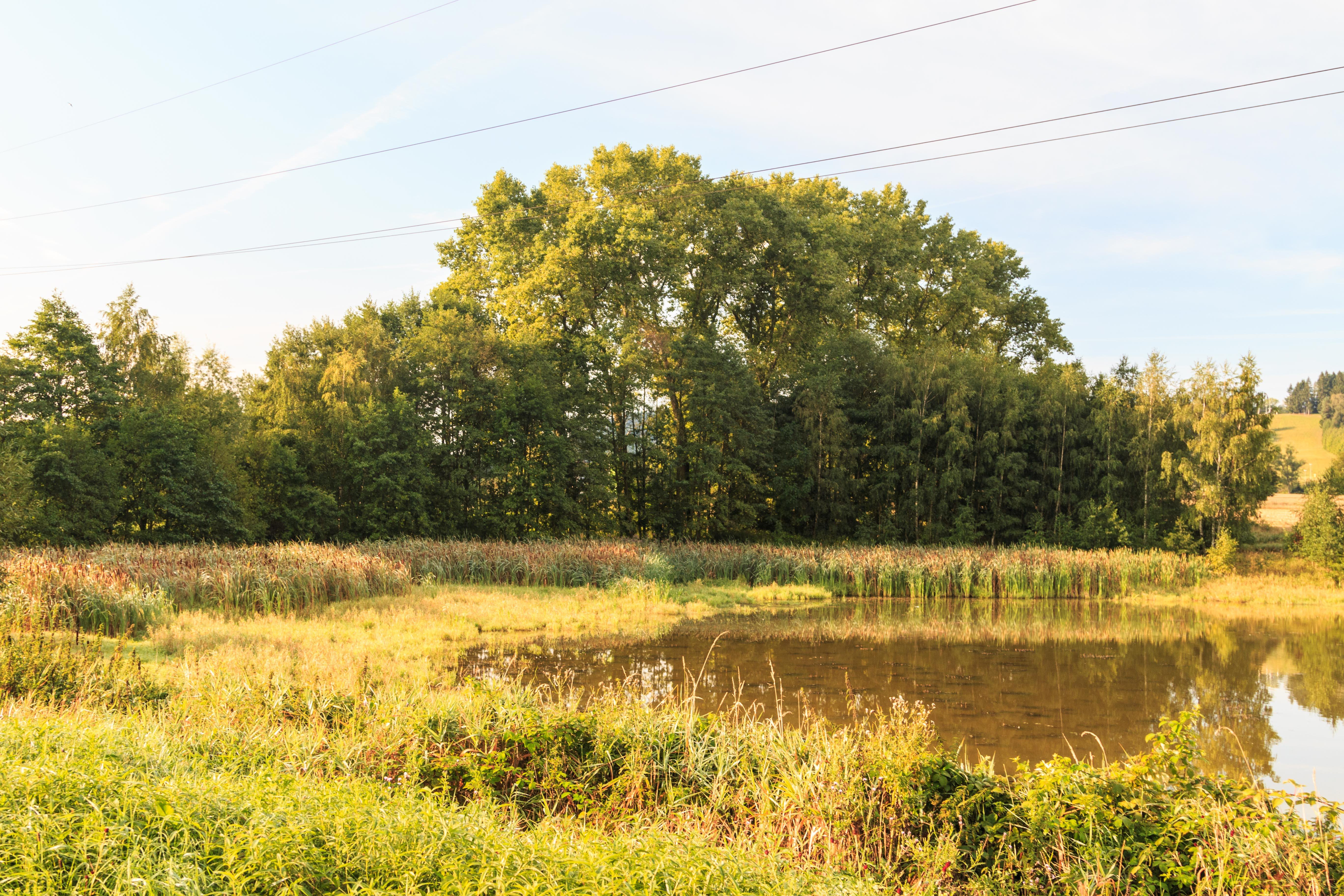
Pohled na Trucovný rybník u Přívratu
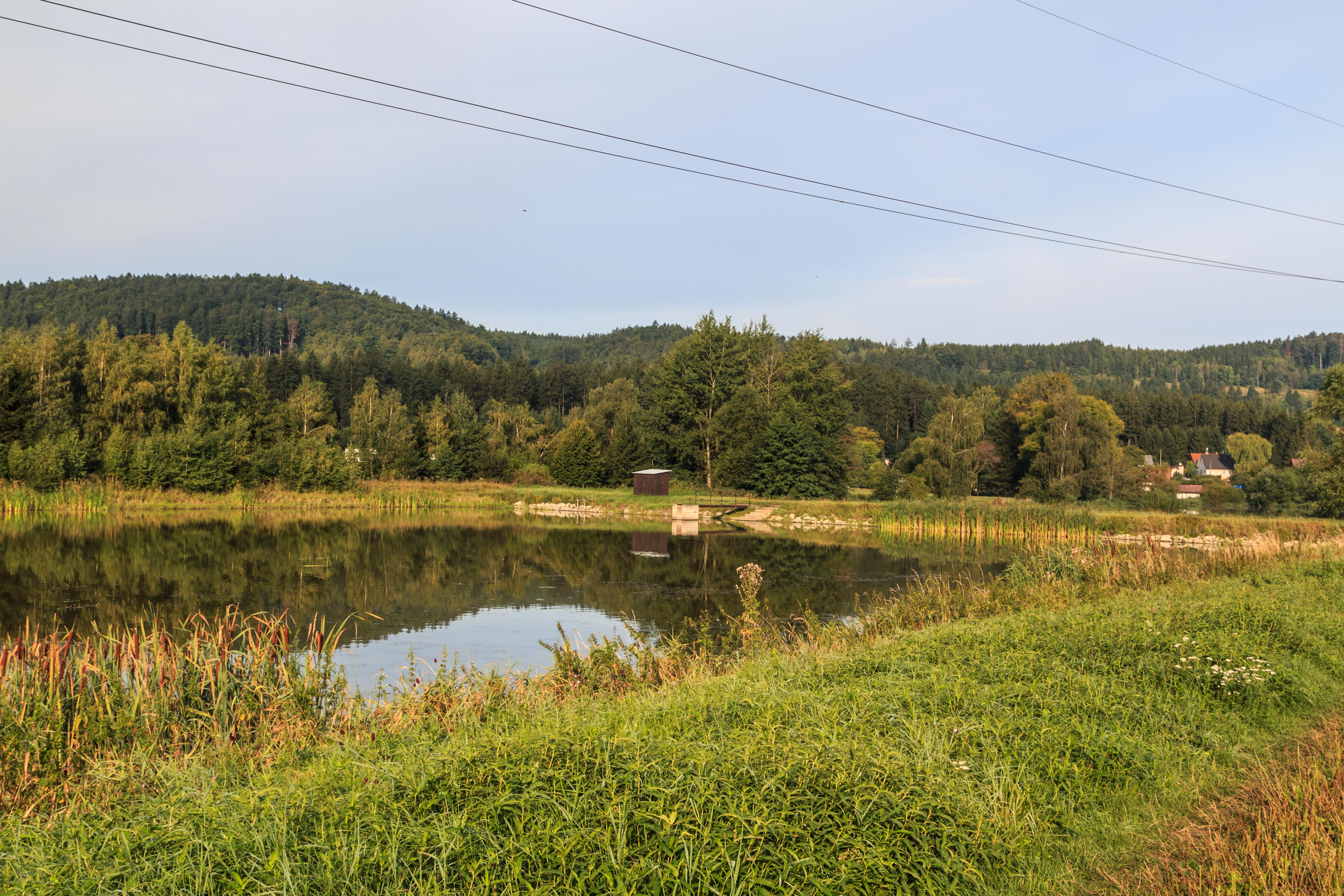
Pohled na Trucovný rybník u Přívratu
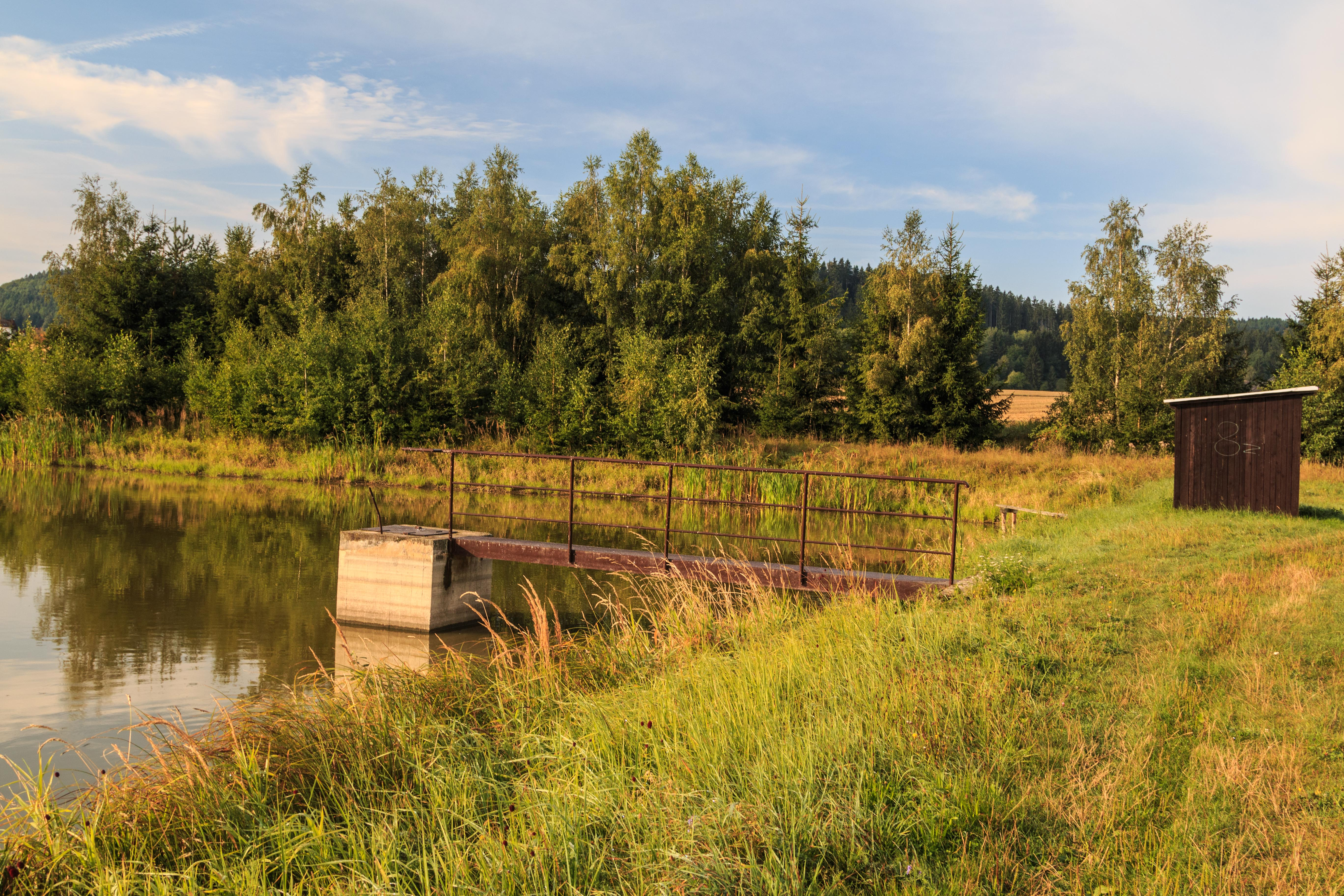
Pohled na Trucovný rybník u Přívratu
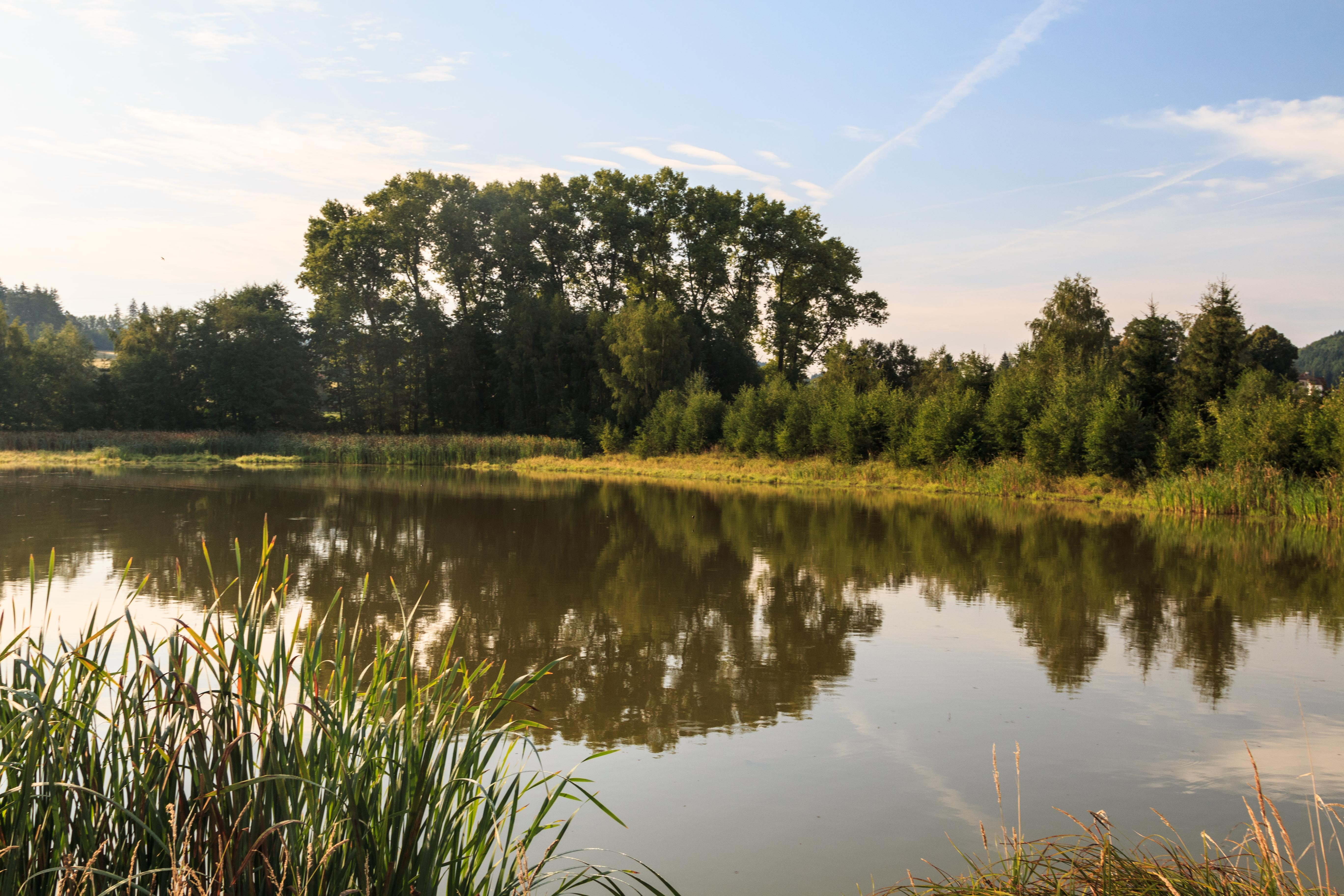
Pohled na Trucovný rybník u Přívratu